# Паспорт громадянина СРСР
Па́спорт громадяни́на СРСР — основний документ, що засвідчував особу громадянина СРСР всередині Союзу.

## Опис
Останній зразок бланка паспорта громадянина СРСР було затверджено Постановою Радміну СРСР від 28 серпня 1974 року № 677 «Про затвердження положення про паспортну систему в СРСР». Вона вперше за всю історію Російської імперії і СРСР зобов'язала всіх радянських громадян, які досягли 16-річного віку, мати паспорт. До 1 січня 1975 року порядок адміністративного обліку, контролю і регулювання пересування населення за допомогою введення паспортів регулювала постанова ЦВК і РНК СРСР від 27 грудня 1932 року «Про встановлення єдиної паспортної системи по Союзу РСР та обов'язкової прописки паспортів», де вказувалися такі причини паспортизації:

Встановити по Союзу РСР єдину паспортну систему на підставі положення про паспорти… З метою кращого обліку населення міст, робітничих селищ і новобудов і розвантаження цих населених місць від осіб, непов'язаних з виробництвом і роботою в установах чи школах і не зайнятих суспільно-корисною працею (за винятком інвалідів та пенсіонерів), а також в метою очищення цих населених місць від куркульських, кримінальних і інших антигромадських елементів, що переховуються.

Окрім внутрішніх загальногромадянських паспортів, в СРСР для посвідчення особи громадянина використовувалися також військові квитки та посвідчення особи офіцера (військовослужбовці паспортів не мали).
При виїзді за кордон використовувалися: загальногромадянський закордонний паспорт (коричневого кольору), службовий паспорт (синього кольору), дипломатичний паспорт (зеленого кольору), паспорт моряка. Після повернення до СРСР дані паспорту необхідно було здати в установи, що їх видали.
Обкладинка паспорту була темно-червоного кольору з написом «СРСР», виконаної золотими літерами, у верхній частині, гербом СРСР в центрі і написом «ПАСПОРТ» в нижній частині. Паспорти видавалися громадянам, що досягли 16 років, і не були обмежені по терміну дії. При досягненні власником віку 25 і 45 років в паспорт вклеювалася нова світлина. У паспортах від руки записувалися прізвище, ім'я і по батькові громадянина, дата і місце його народження, національність російською мовою і мовою відповідної союзної республіки або автономної республіки. Проставлялися штампи про сімейний стан, прописку, виписку і військовий обов'язок. Іноді в паспорти також ставилися спеціальні позначки, наприклад група крові і резус-фактор, до 1990 року вносилися відомості про наявність судимості, інформація про відсутність права перебування ближче 101 кілометра від режимних міст, інформація про попереднє громадянство особи.
З 1954 року по 1975 рік видача паспортів регулювалась положенням про паспорти, затвердженим постановою Ради міністрів СРСР від 21 жовтня 1953 року. Вони були трохи меншого формату, обкладинка була темно-зеленого кольору. Перший паспорт такого зразка видавався громадянину у віці 16 років; термін його дії обмежувався 5 роками, після чого паспорт підлягав заміні. Наступні паспорти могли видаватися вже з терміном дії в 10 років. Громадянину, котрий досяг 45-річного віку, видавався паспорт з необмеженим терміном дії.
Щодо термінів отримання нових паспортів у постанові від 28 серпня 1974 року зазначено так:

Видавання паспортів нового зразка провести з 1 січня 1976 р. до 31 грудня 1981 р. Громадянам, які мешкають у сільській місцевості, яким раніше паспорти не видавалися, при виїзді в іншу місцевість на тривалий термін видаються паспорти, а при виїзді на термін до півтора місяців, а також в санаторії, будинки відпочинку, на наради, у відрядження або при тимчасовому залученні їх на посівні, збиральні та інші роботи видаються виконавчими комітетами сільських, селищних Рад депутатів трудящих довідки, що засвідчують їх особу та мету виїзду. Форма довідки встановлюється Міністерством внутрішніх справ СРСР.

Згідно з положенням Ради міністрів СРСР від 21 жовтня 1953 року «Про паспорти», було дещо розширено перелік місцевостей, де громадяни були зобов'язані мати паспорти. Окрім міст, районних центрів і селищ міського типу, паспорти вводилися для робітників і службовців, які мешкали на селі, включаючи працівників радгоспів. Сільське населення почало отримувати паспорти тільки з 1974 року, а в період з 1935 року до 1974 року колгоспникам не дозволялося переїжджати в іншу місцевість, і вони були прив'язані до колгоспу і місцю мешкання.
Колгоспники (загальна чисельність яких різного віку, за даними перепису 1970 року, становила близько 50 млн осіб, або 20,5 % населення країни), як і раніше, були позбавлені паспортів і свободи пересування Вони не могли без них залишати місце мешкання. Згідно п.11 постанови про паспорти, це тягло штраф до 100 крб. й вигнання міліцією. Повторне порушення тягло за собою кримінальну відповідальність. Впроваджена 1 липня 1934 року в КК РРФСР 1926 р. стаття 192а передбачала за це позбавлення волі на термін до двох років
Для паспортизованих громадян був збережений режим прописки. Прописці підлягали особи, які змінили місце мешкання хоча б тимчасово, на термін вище 3 діб. Вводилося поняття тимчасової прописки (при збереженні постійної за місцем проживання). Паспорт у всіх випадках повинен був бути зданий на прописку в добовий термін і прописаний в містах не пізніше 3 діб з дня прибуття, а в сільських місцевостях — не пізніше 7 діб. Постійно прописатися можна було тільки за наявності штампа про виписку з попереднього місця мешкання.
Обмін паспортів колишнього СРСР (був дійсним при наявності спеціального штампа «Україна») на паспорти України розпочався в травні 1995 року.
Остаточно їх дія вичерпалася 1 січня 2005 року.

## Цікаві факти
У СРСР транслітерація імені та прізвища з кирилиці на латинську графіку в закордонних паспортах проводилася відповідно до норм французької мови. У закордонних паспортах України транслітерація проводиться відповідно до норм англійської мови.

## У мистецтві
- В. Маяковський, «Вірші про радянський паспорт» («Я волком бы выгрыз бюрократизм…»).

## Галерея

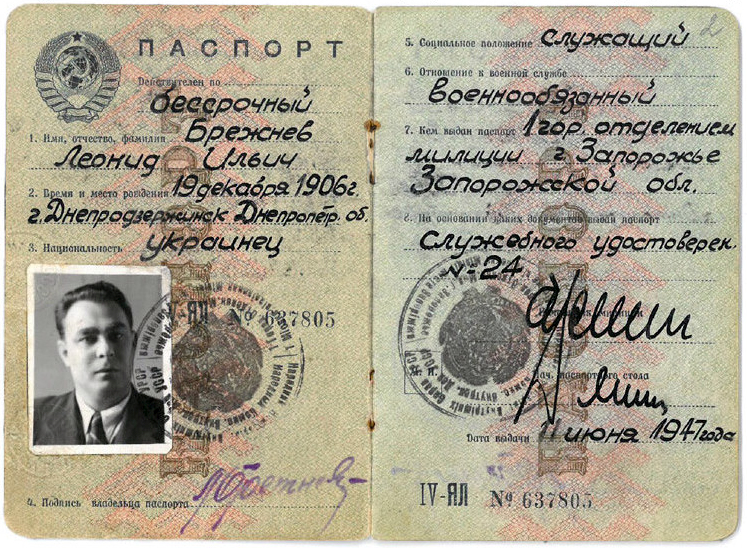
Паспорт Л.І. Брежнєва 1947 року.
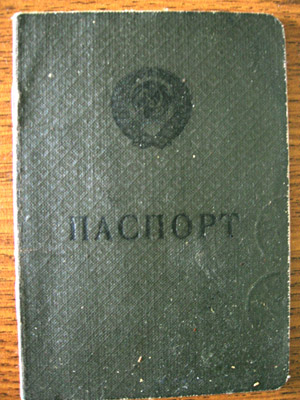
Обкладинка Радянського паспорту зразка 1953 року.
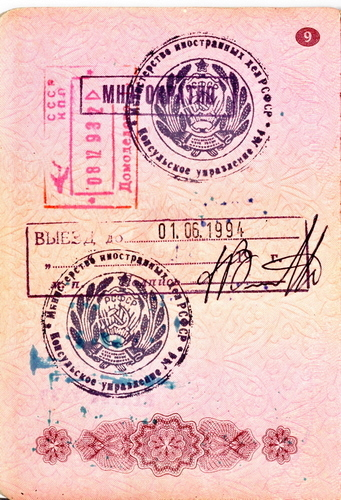
Бланк виїзний візи для закордонного паспорту.
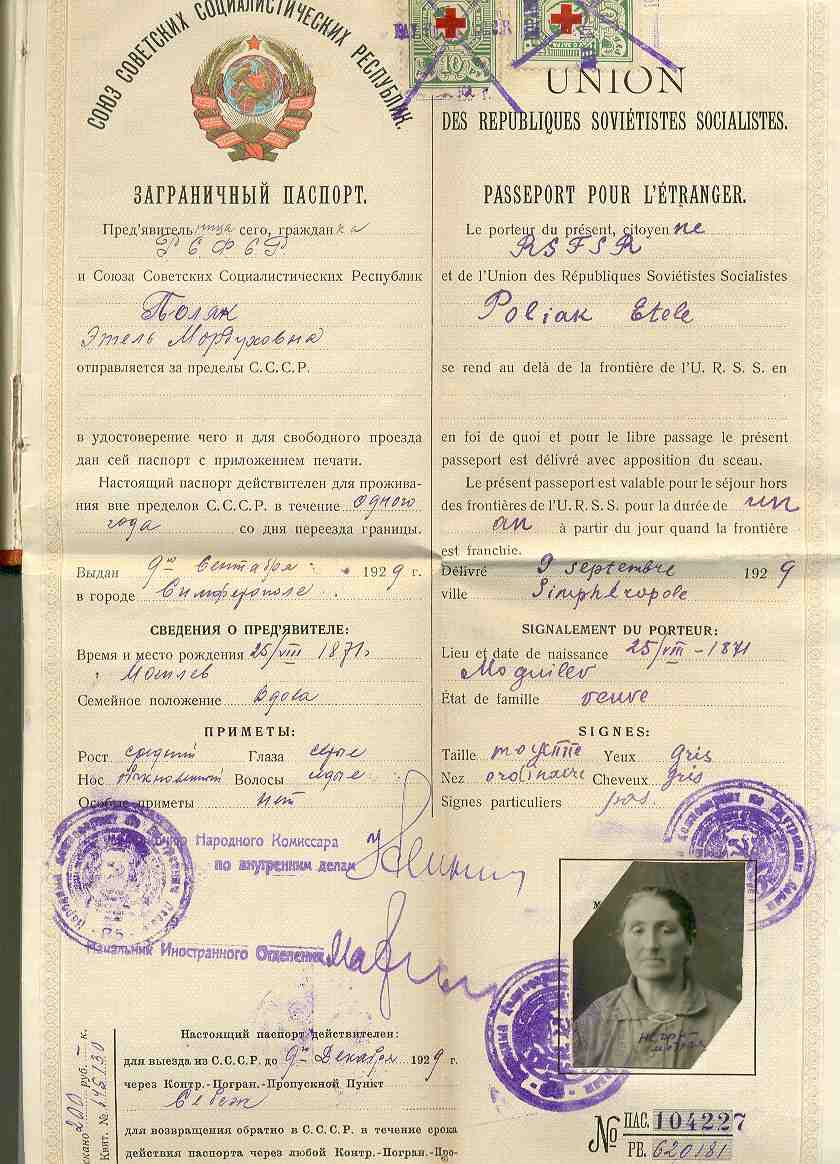
Бланк виїзний візи для закордонного паспорту, зразка 1929 року.
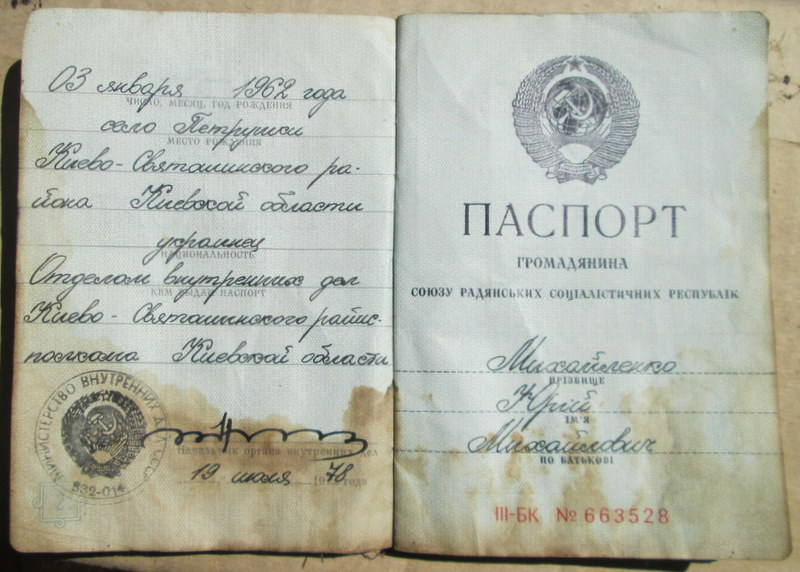
Сторінка з українською мовою.
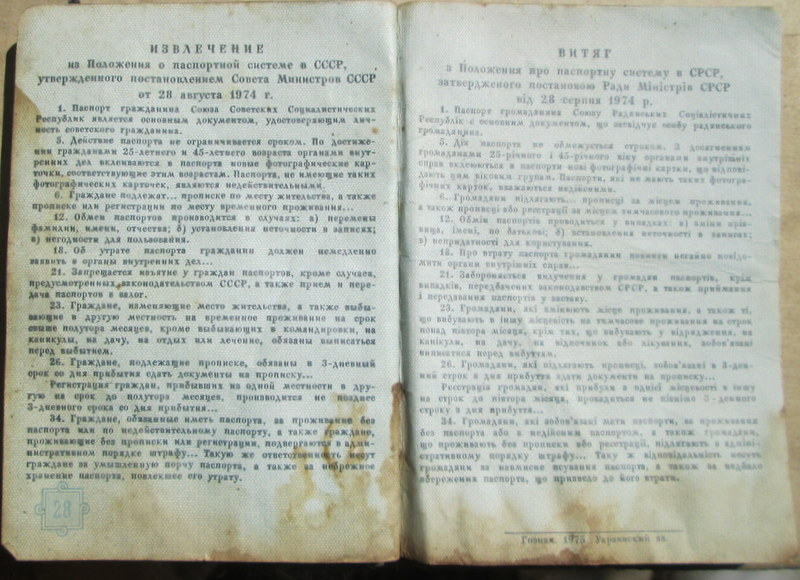
Сторінка з українською мовою.
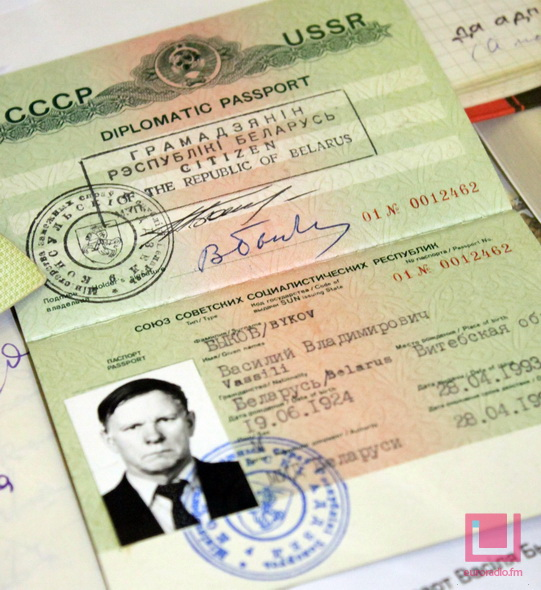
Дипломатичний паспорт БССР, виданий в 1993 р., з приміткою про громадянство Республіки Білорусь
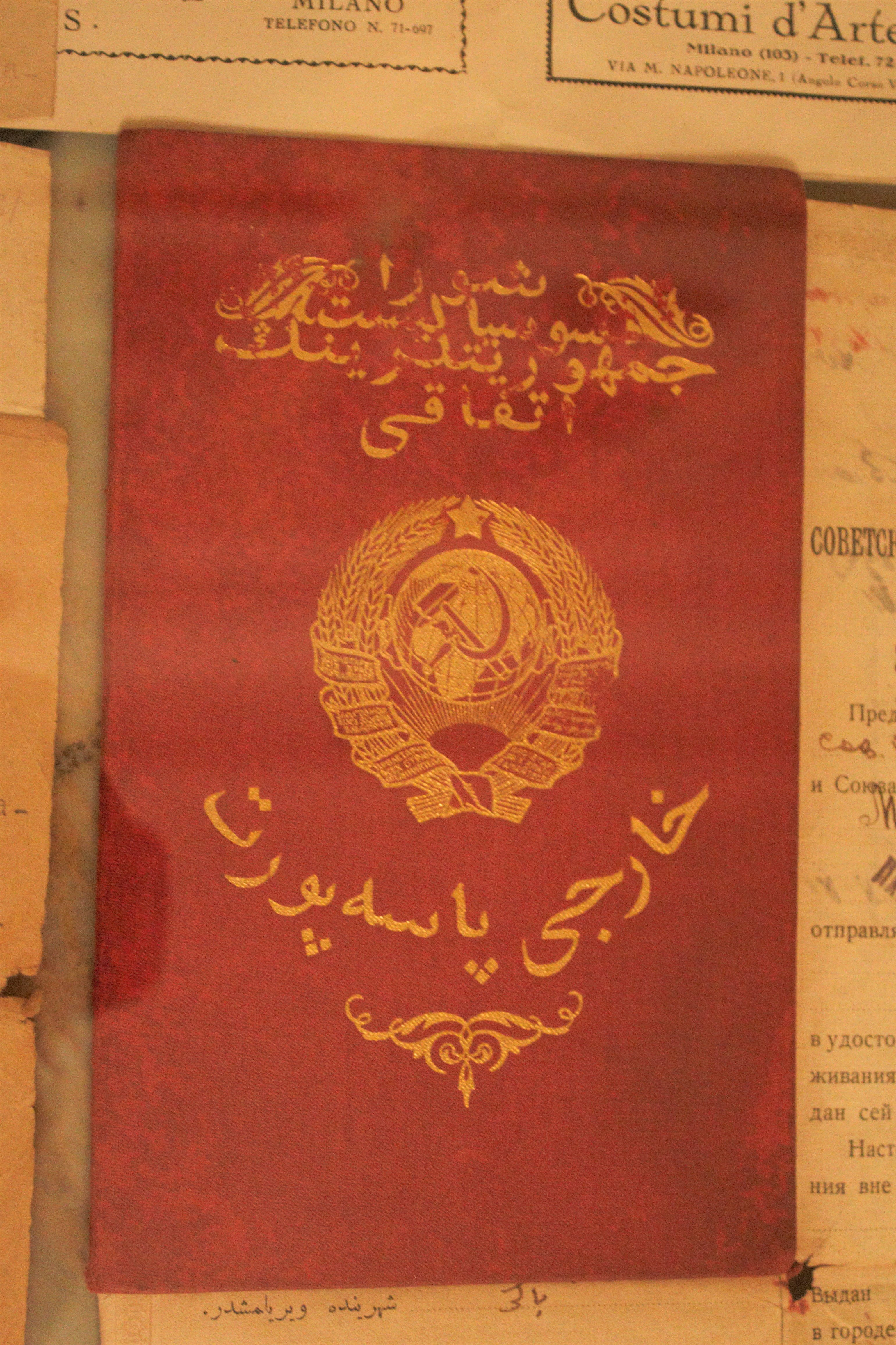
паспорт оперного співака Бюльбюлья
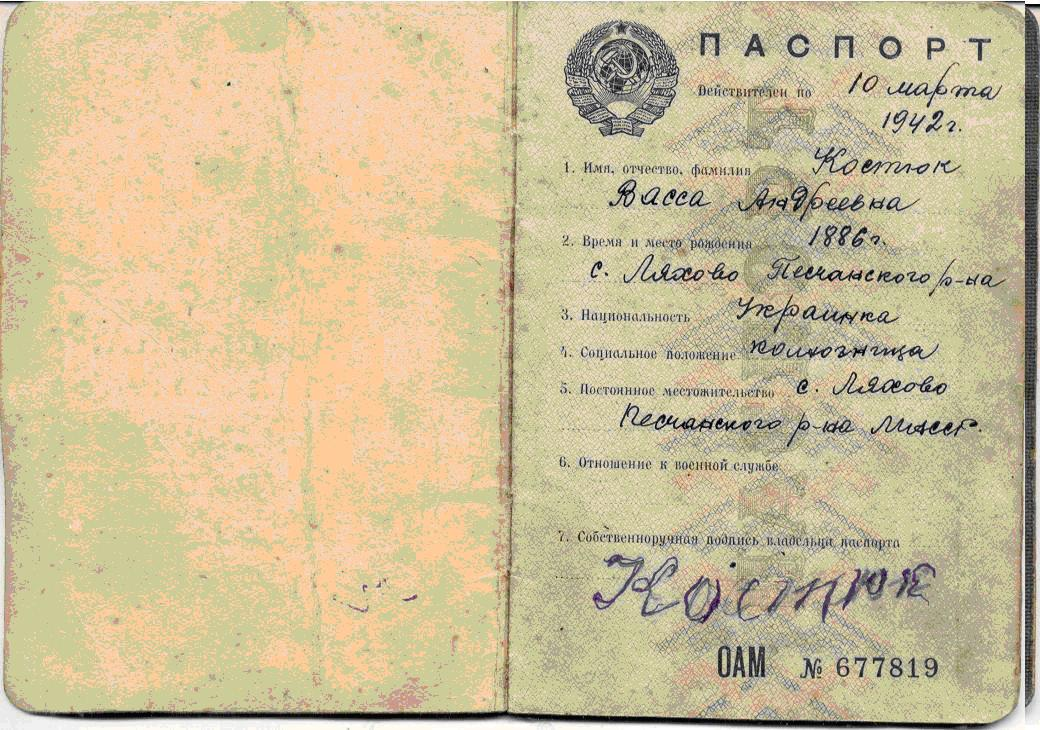
паспорт зразка 1932 року
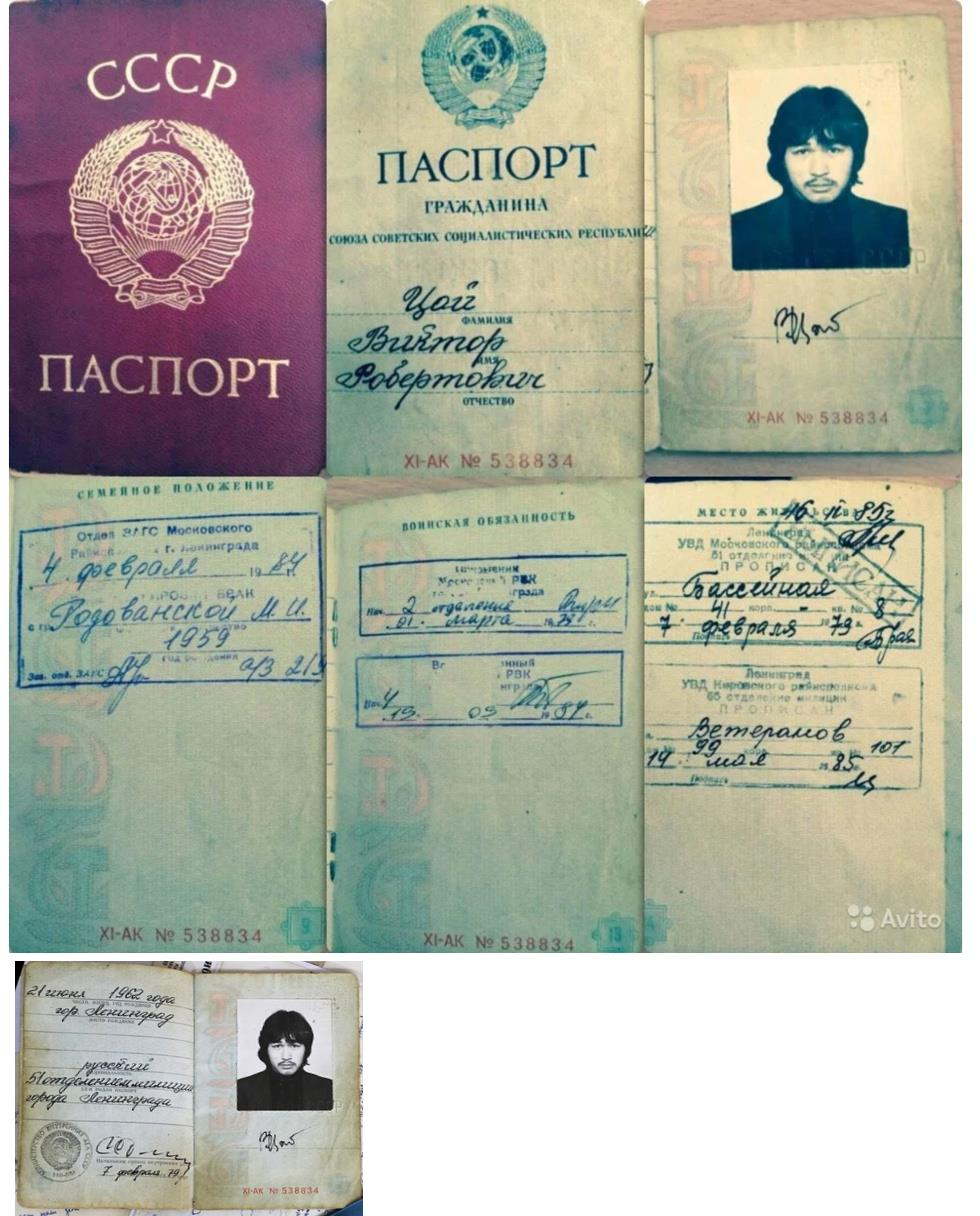
паспорт Віктора Цоя

Закордонний паспорт СРСР 1927 року, надрукований українською мовою
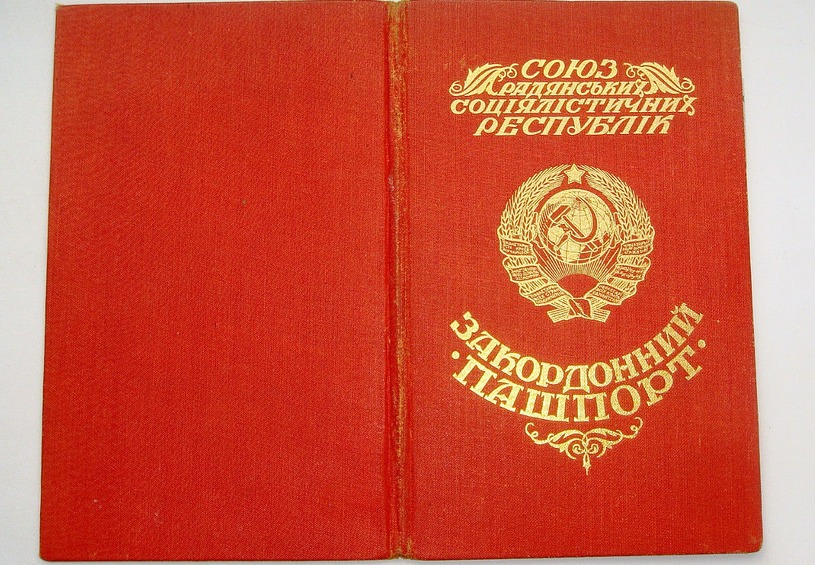
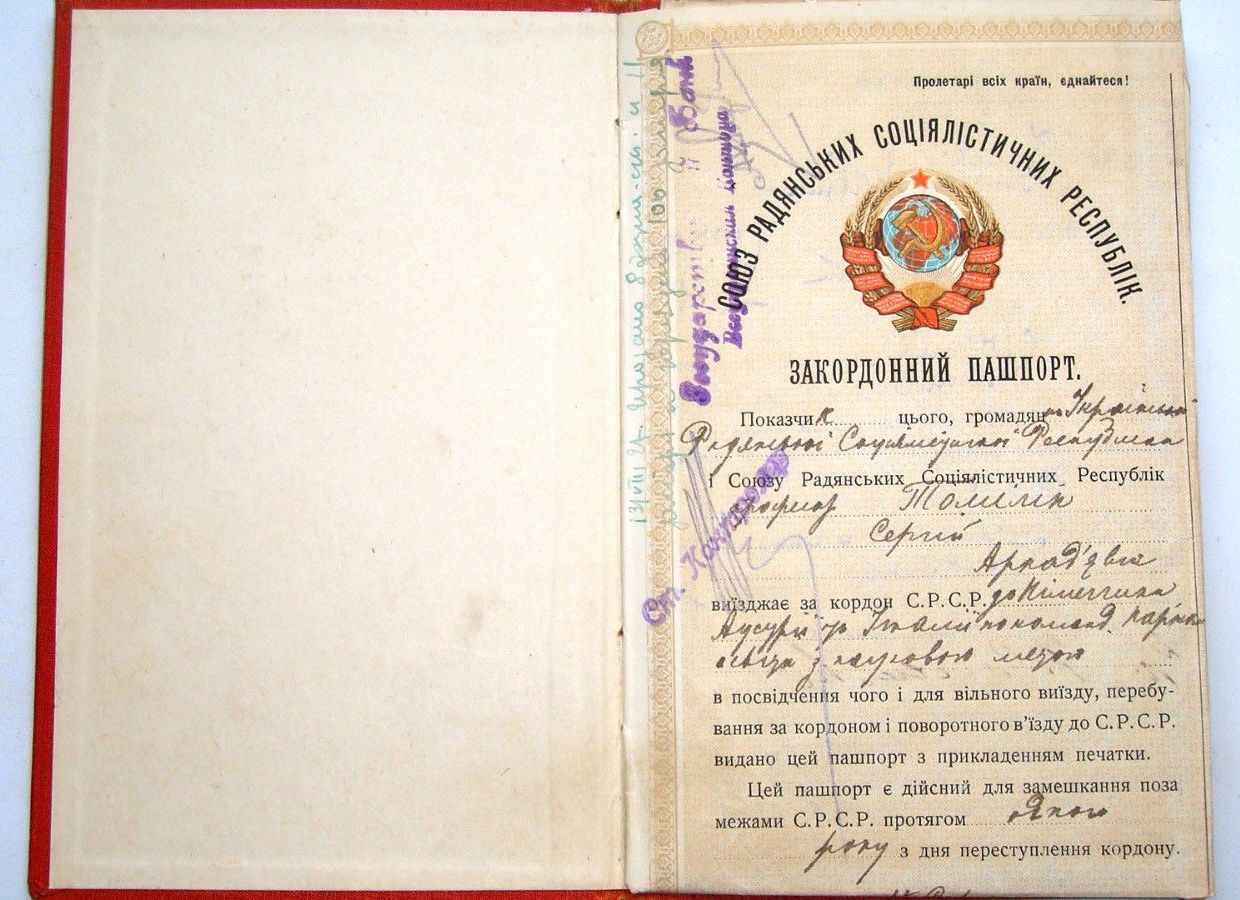
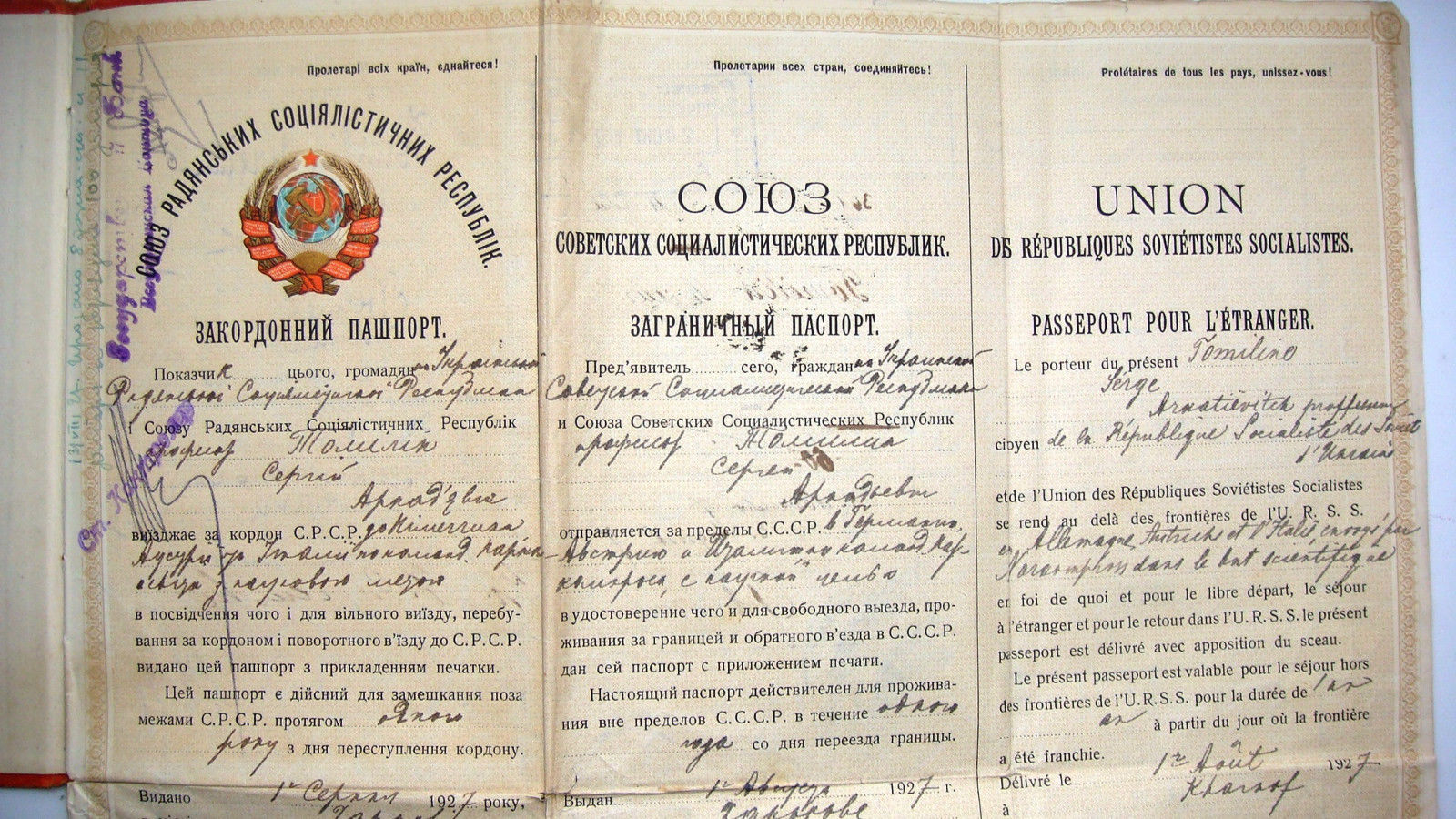
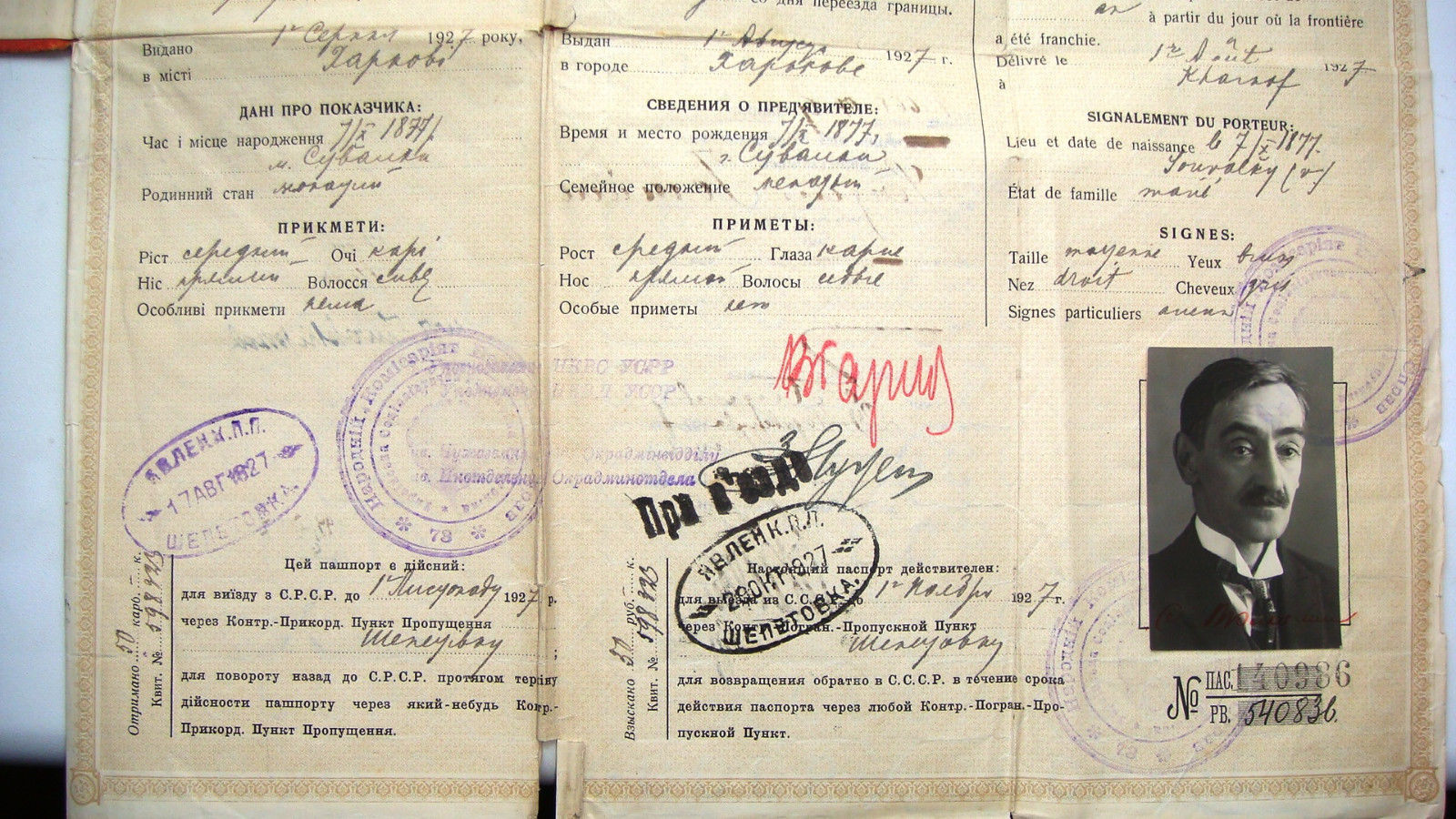
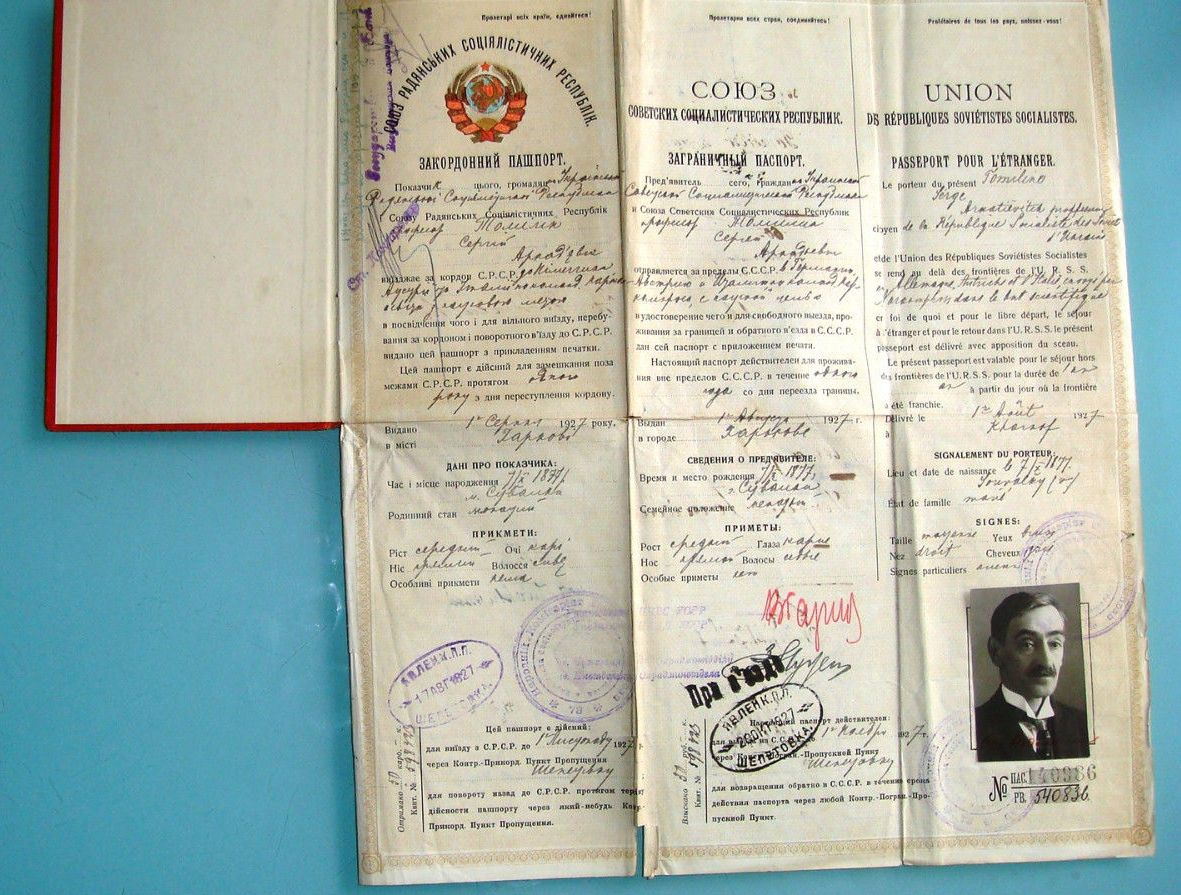
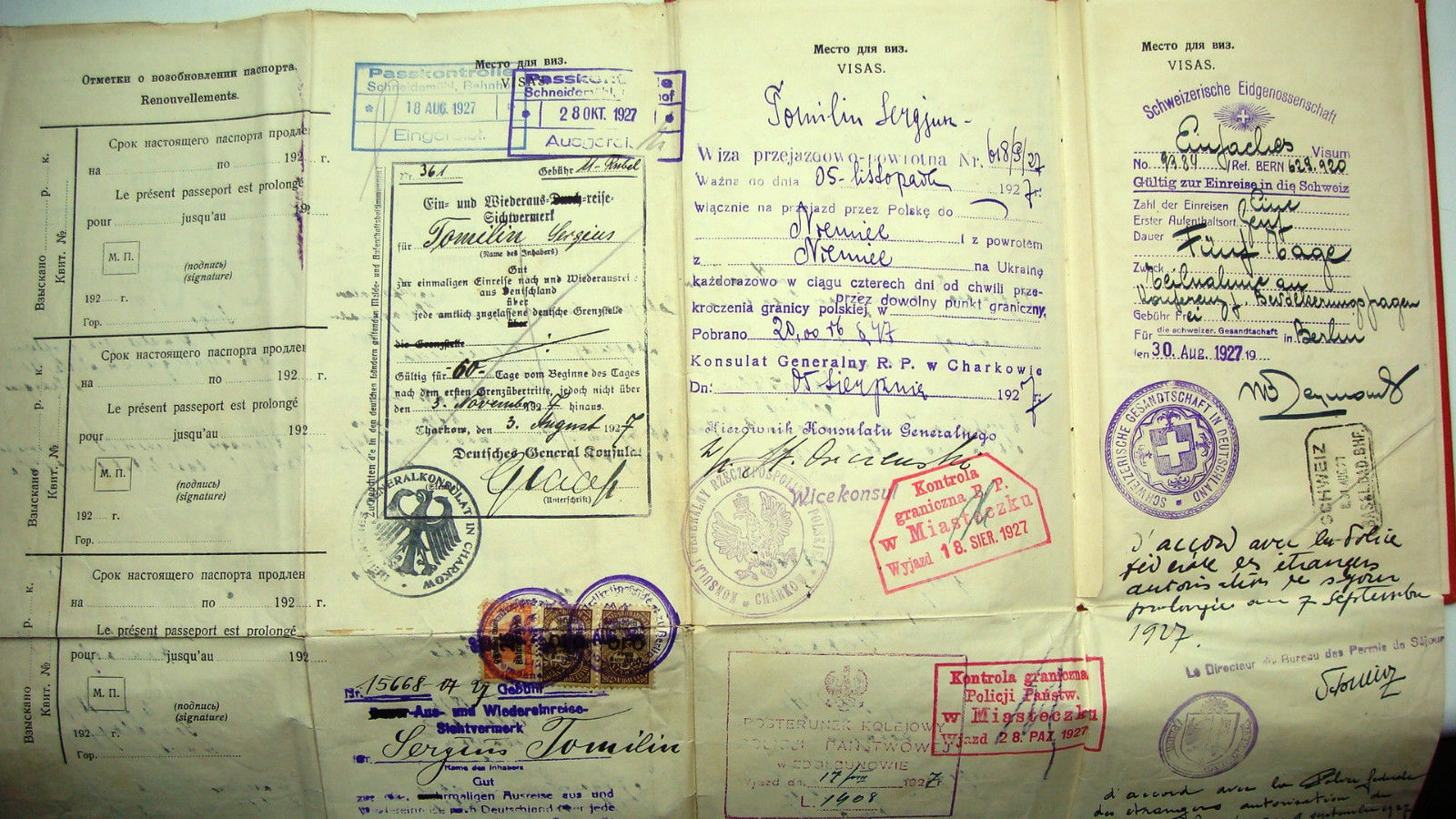
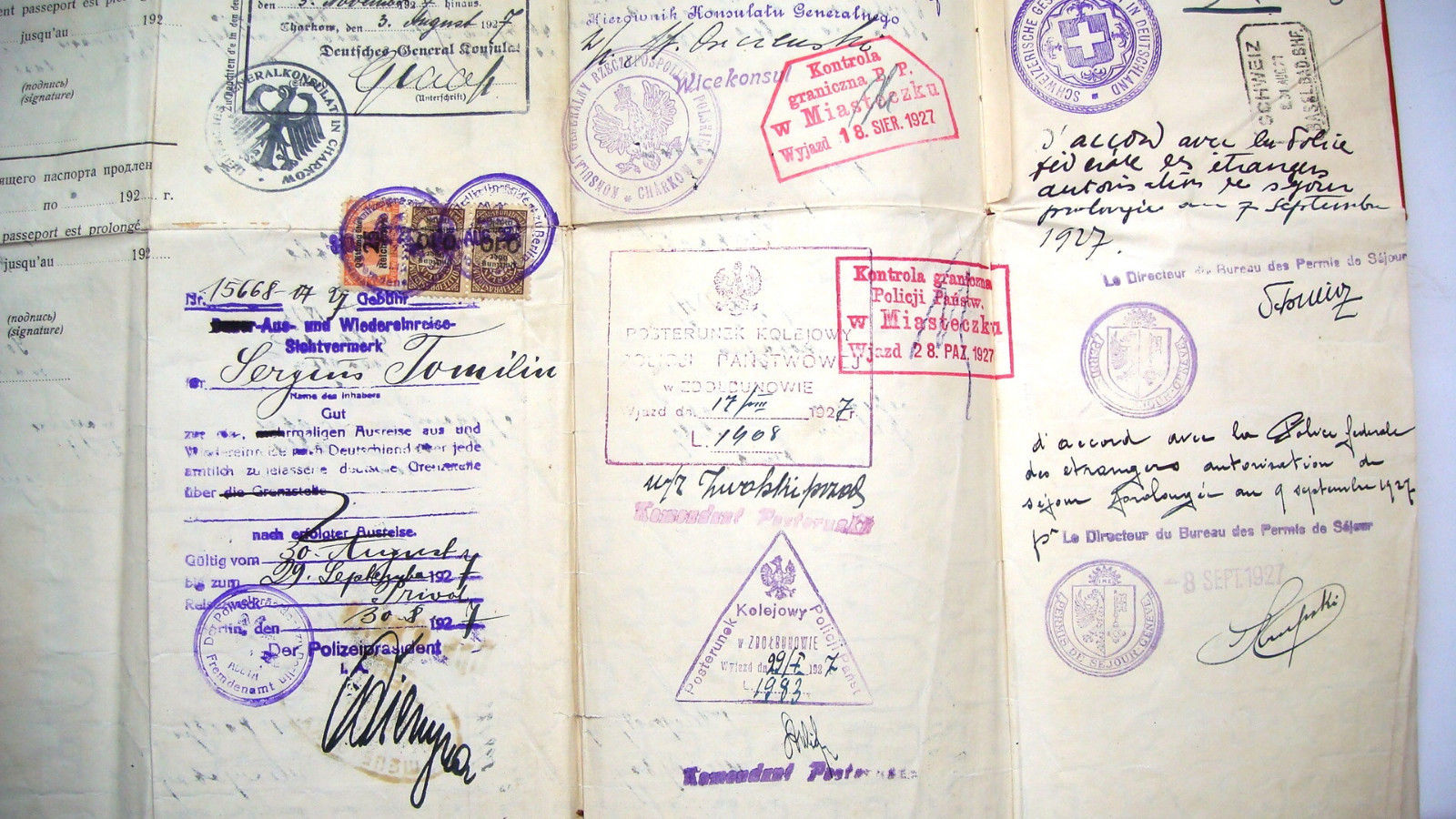